# Îles de la Madeleine

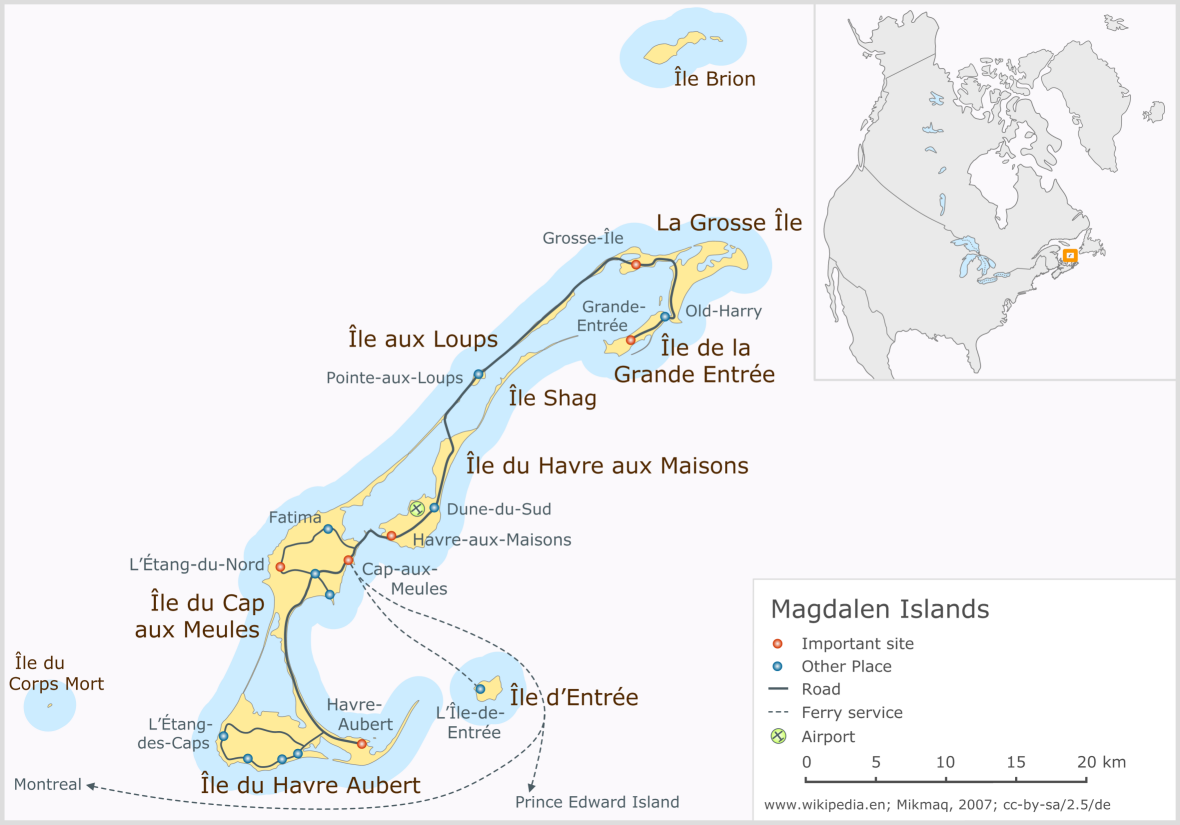
Mapa

Îles de la Madeleine (Magdalénské ostrovy) je souostroví v Zálivu svatého Vavřince na východě Kanady. Dosahují rozlohy 205,53 km² a patří k provincii Québec. Skládá se z osmi hlavních ostrovů, jimiž jsou Amherst, Grande Entrée, Grindstone, Grosse-Île, House Harbour, Pointe-Aux-Loups, Entry Island a Brion. Prvním potvrzeným Evropanem, který ostrovy navštívil, byl roku 1534 Jacques Cartier. Svůj název dostaly roku 1663 od Françoise Doubleta, a to podle jeho manželky Madeleine Fontaine. V letech 1763 až 1774 bylo souostroví spravováno Newfoundlandskou kolonií, následně se díky Québecskému zákonu staly součástí provincie Québec.